# Puklice
Puklice (en allemand : Puklitz) est une commune du district de Jihlava, dans la région de Vysočina, en République tchèque. Sa population s'élevait à 871 habitants en 2024.

## Géographie
Puklice se trouve à 7 km au sud-est de Jihlava et à 119 km au sud-est de Prague.
La commune est limitée par Jihlava au nord, par Velký Beranov au nord-est, par Luka nad Jihlavou à l'est, par Brtnice au sud, et par Čížov et Rančířov à l'ouest.

## Histoire
La première mention écrite de la localité date de 1318.

## Administration
La commune se compose de trois sections :
- Puklice
- Petrovice
- Studénky

## Transports
Par la route, Puklice se trouve à 7 km de Jihlava et à 137 km de Prague.